# Miguel Alfonso Pozo
Miguel Alfonso Pozo, más conocido como Clavelito (Ranchuelo, Cuba, 29 de septiembre de 1908 - 21 de julio de 1975), fue un trovador y poeta cubano.

## Biografía
Pozo nació en el término de Ranchuelo, provincia de Las Villas el 29 de septiembre de 1908. Fue un trovador, poeta y cantor cubano, conocido popularmente como Clavelito, que destaca en la primera mitad del siglo XX al dedicarse principalmente al repentismo, las décimas campesinas, logrando celebridad por el programa "El buzón de Clavelito", transmitido por Unión Radio Televisión.
Durante la etapa juvenil se desempeña como vendedor callejero, pregonando los productos que vende. No tiene antecedentes en el arte.
Los inicios en el arte es mediante el dúo Moriano y Clavelito, radiado por la emisora CMHI de Santa Clara. Años más tarde Amado Trinidad Velazco, director de la emisora RHC Cadena Azul, le da la oportunidad de redactar las famosas décimas de Pepe Cortes, el bandolero romántico, escritas por el libretista cubano Aramis Del Real.
La estancia en Cadena Azul es breve, el 27 de abril de 1939 es contratado por el entonces director del Circuito CMQ en La Habana, Miguel Gabriel y a dúo con La Calandria pasa al gran circuito radial, donde actúa por espacio de trece años.
Entre los programas realizados en esa etapa se citan, Controversias Colgate, Rincón Criollo, Controversias Toody, Por los campos de Cuba, El Horóscopo de Clavelito. Bastos temas en controversias junto  Nena Cruz "La Calandria" y Coralia Fernández. Sus guitarristas acompañantes eran Eduardo Saborit, Miguel Ojeda, Panchito González, Manolito Menéndez.
Al fundarse Unión Radio Televisión por Gaspar Pumarejo en mayo de 1951, pasa a laborar en esa onda radial, donde inicia el programa El Buzón de Clavelito.
Autor de grandes temas nativos. La Guayabera. El Gurapo y la Melcocha. El Caballo y la Montura. El Rinconcito. Vengo de monte adentro. Las Rubias y las Trigueña. Clandria tú eres Guajira. Ese Número no existe. Liborio. Quiero ver mi Guajira en el Batey. La Madre Muerta. Guano Seco. El Hombre y La Mujer.
Tuvo cuatro hijos, Ana Josefa Alfonso, Rosa Alfonso Álvarez, Néstor Miguel Alfonso Gómez, Narciso Ramón Alfonso Gómez.
Falleció en Cuba el 21 de julio de 1975.